# Титульное имя
Титульное имя — полное официальное именование представителей знати. Обязательно включало в себя титул (иногда не один), также могло включать в себя один или несколько возвеличивающих эпитетов.
В России правитель имел государев титул. Большой государев титул царя Петра звучал: «Божиею милостию мы, пресветлейший и державнейший великий государь и великий князь Петр Алексеевич всея Великия и Малыя и Белыя России самодержец: Московский, Киевский, Владимерский, Новгородский, царь Казанский, царь Астраханский и царь Сибирский, государь Псковский, великий князь Смоленский, Тверский, Югорский, Пермский, Вятцкий, Болгарский и иных, государь и великий князь Новагорода Низовские земли, Черниговский, Рязанский, Ростовский, Ярославский, Белозерский, Удорский, Обдорский, Кондийский и всея северные страны повелитель, и государь Иверския земли, Карталинских и Грузинских царей, и Кабардинские земли, Черкасских и Горских князей и иных многих государств и земель Восточных и Западных и Северных Отчичь и Дедичь и наследник и государь и обладатель».